# Take Me Now
Take Me Now je páté sólové album Davida Gatese, dřívějšího člena skupiny Bread, vydané v roce 1981. Jedná se o poslední album až do roku 1994, kdy vydal album Love is Always Seventeen.

## Seznam skladeb
Všechny skladby napsal(i) David Gates. 
| Pořadí | Název                         | Délka |
| ------ | ----------------------------- | ----- |
| 1.     | It’s You                      |       |
| 2.     | Take Me Now                   |       |
| 3.     | She’s a Heartbreaker          |       |
| 4.     | This Could Be Forever         |       |
| 5.     | Come Home for Christmas       |       |
| 6.     | Still In Love                 |       |
| 7.     | Vanity                        |       |
| 8.     | Nineteen on the Richter Scale |       |
| 9.     | Lady Valentine                |       |
| 10.    | It’s What You Say             |       |